# 디지몬 어드벤처: 우리들의 워 게임!
디지몬 어드벤처: 우리들의 워 게임!(일본어: あきらめないで: ぼくらのウォゲム！, Digimon Adventure: Our War Game!)은 일본에서 제작된 호소다 마모루 감독의 2000년 애니메이션, 액션 영화이다. 후지타 토시코 등이 주연으로 출연하였고 타카이와 탄 등이 제작에 참여하였다.

## 출연

### 주연
- 후지타 토시코
- 사카모토 치카
- 텐진 우미
- 카자마 유토
- 야마구치 마유미

### 조연
- 코니시 히로코
- 사쿠라이 타카히로
- 마츠모토 미와
- 시게마츠 아토리
- 마에다 아이
- 미즈타니 유코
- 키쿠치 마사미
- 아라키 카에
- 미조와키 시호미
- 다케우치 준코
- 토쿠미츠 유카
- 히라타 히로아키
- 야나미 조지

## 제작진
- 제작담당: 타카나시 요이치
- 미술: 타무라 세이키
- 작화: 야마시타 타카아키
- 작화: 모리 히사시
- 캐릭터디자인: 나카츠루 카츠요시
- 영어 더빙 음악: 우디 하파즈
- 영어 더빙 프로듀서: 테리-레이 오맬리
- 영어 더빙 각본: 밥 부흐홀즈
- 영어 더빙 각본: 제프 니모이
- 영어 더빙 캐스팅: 폴 디 프랑코
- 영어 더빙 음악: 아모츠 플레스너